# Heinrich Lorenz Berckelmann
Heinrich Lorenz Berckelmann (* 9. Mai 1614 in Helmstedt; † 24. Februar 1661 in Hameln) war ein deutscher Pastor und Sohn des lutherischen Theologen Theodor Berckelmann. Er predigte in Straßburg und war bis zu seinem Tod Pastor des Münsters St. Bonifatius in Hameln.

## Herkunft
Berckelmann entstammte zwei eng mit den Welfen verbundenen Familien. Sein Vater war ein einflussreicher lutherischer Theologe im erst kürzlich reformierten Herzogtum Braunschweig-Lüneburg. Anna Sophia, seine Mutter, war Tochter des herzoglichen Hausmarschalls Heinrich Mehrdorf. Seine Nachkommen behielten die persönlichen und wirtschaftlichen Verbindungen zu den Herzögen von Braunschweig-Lüneburg sowie zu den Fürsten von Braunschweig-Wolfenbüttel und waren wiederholt ihre Patenkinder.

## Leben
Heinrich Lorenz besuchte bis 1633 das Gymnasium in Göttingen und ab 1634 weitere Schulen in Hannover. 1635 begann er seine theologische Ausbildung an der Universität Helmstedt. Es folgten Studienreisen nach Marburg (1639) und Straßburg (1640). An der Universität Straßburg graduierte er 1641 zum Magister und war bei der Krönung Kaiser Ferdinands III. anwesend. Im Jahre 1643 wurde er Pastor der Gemeinde St. Bonifatius zu Hameln.
In kränklichem Zustand besuchte Heinrich Lorenz am 24. Februar 1661 den Juristen und späteren Hamelner Bürgermeister Christoph Joachim Bucholtz im Dempterhaus. In diesem Haus, welches Bucholtz' Schwiegervater Tobias von Dempter 1607 hatte umbauen lassen, fiel Heinrich Lorenz auf der Wendeltreppe und brach sich das Genick. Berckelmann wurde im Hamelner Münster St. Bonifatius bestattet.

## Familie
Am 21. Mai 1644 heiratete er in Wolfenbüttel Anna Katharine Ude aus Münden. Mit ihr hatte er sieben Kinder. Sein Sohn Bernhard Johannes wurde (1647–1725) wurde kgl. preußischer Kriegsrat, Steuerdirektor und Bürgermeister in Frankfurt/Oder. Sein Sohn Lorenz (1650–1689) war herzoglicher Amtsverwalter zu Hedwigsburg und Vertrauter des Herzogs Rudolf August von Braunschweig-Wolfenbüttel. Der Sohn Heinrich Hermann (1653–1734) wurde Superintendent in Bevern. Die beiden Töchter heirateten Pfarrer.